# Chalakudy
Chalakudy är en stad i den indiska delstaten Kerala, och tillhör distriktet Thrissur. Folkmängden uppgick till 49 525 invånare vid folkräkningen 2011, med förorter 114 863 invånare.